# Jabyłczewo
Jabyłczewo (bułg. Ябълчево) – wieś w Bułgarii, w obwodzie Burgas, w gminie Ruen. W 2023 roku liczyła 1255 mieszkańców.